# Pherosphaera fitzgeraldii
Pherosphaera fitzgeraldii är en barrträdart som först beskrevs av Ferdinand von Mueller, och fick sitt nu gällande namn av Joseph Dalton Hooker. Pherosphaera fitzgeraldii ingår i släktet Pherosphaera och familjen Podocarpaceae. IUCN kategoriserar arten globalt som starkt hotad. Inga underarter finns listade i Catalogue of Life.